# Calamaria bicolor
Espèce
Synonymes
- Calamaria macrurus Bleeker, 1860
- Calamaria hosei Günther, 1896
- Calamaria semiannulata Boettger, 1898
- Calamaria pictei Peracca, 1899

Statut de conservation UICN

 LC  : Préoccupation mineure
Calamaria bicolor  est une espèce de serpents de la famille des Colubridae.

## Répartition
Cette espèce se rencontre au Kalimantan et à Java en Indonésie et en Malaisie orientale.

## Description
L'holotype de Calamaria bicolor mesure 28 cm dont 3 cm pour la queue. Son dos est noir bleuté et sa face ventrale blanchâtre.

## Taxinomie
Seule la description de Duméril, Bibron & Duméril, 1854 est considérée comme valable, à deux reprises ce nom a été utilisé de manière erronée pour d'autres espèces :
- Calamaria bicolor Blyth, 1854 est aujourd'hui Rhabdops bicolor (Blyth, 1854)
- Calamaria bicolor Vogt, 1925 est synonyme de Calamaria leucogaster Bleeker, 1860

## Étymologie
Son nom d'espèce, du latin bicolor, « à deux couleurs », lui a été donné en référence à sa livrée.

## Publication originale
- Duméril, Bibron & Duméril, 1854 : Erpétologie générale ou histoire naturelle complète des reptiles. Tome septième. Première partie, p. 1-780 (texte intégral).